# Oriana Sabatini
Oriana Gabriela Sabatini (Buenos Aires, 19 de abril de 1996) conocida artísticamente como Oriana, es una actriz y modelo argentina.

## Biografía
Es la hija mayor del actor y empresario argentino Osvaldo Sabatini, y la actriz y modelo venezolana Catherine Fulop. Tiene una hermana menor llamada Tiziana. Asimismo, es sobrina de la reconocida tenista argentina Gabriela Sabatini.
Inició su formación artística desde muy pequeña, realizando estudios de canto, piano y teatro. Entre sus estudios se destacan dos años en el Instituto de entrenamiento actoral Julio Chávez y un año en la Escuela de Cine de Nueva York.

## Carrera

### 2009-2011: Debut como modelo y actriz
Su primer trabajo como modelo fue a los 13 años para una revista, en un artículo sobre su relación con su madre.[cita requerida] Su primer trabajo como actriz fue a los 15 años en la segunda temporada de la telenovela uruguaya Porque te quiero así, en donde realizó una participación especial como Rocío, la exnovia del personaje de Ciro, interpretado por Nicolás Furtado, protagonista juvenil de la tira. Allí apareció también junto a su madre Catherine Fulop, quien interpretó a Alejandra, madre de su exnovio. La temporada se emitió en el segundo semestre de 2011 por Canal 10.

### 2013-2015:Aliadosy comienzos como cantante
En 2013 fue parte del reparto principal de la serie Aliados, producida por Cris Morena, donde interpretó el papel doble de Azul Medina, una joven cantante pop que sufre de anorexia, y Luz, uno de los seres de luz provenientes del Universo que asisten a los seres humanos en la Tierra a encontrar su camino. Allí compartió elenco con Peter Lanzani, Pablo Martínez, Nicolás Francella, Julián Serrano, Jenny Martínez, Mariel Percossi, entre otros. La serie se emitió por Telefe y al mismo tiempo por el canal de televisión por cable Fox Channel para toda Latinoamérica. Además junto al elenco de Aliados grabó la banda sonora homónima con las canciones de la primera temporada, estrenada al mismo tiempo que la serie. A finales de ese año Oriana ganó el premio "Revelación en TV" en la edición 2013 de los premios Kids' Choice Awards Argentina, por su papel en Aliados.
El 1 de marzo de 2014 tuvo una participación especial en el espectáculo musical teatral El club del hit, donde apareció con sus compañeras de elenco en Aliados, Jenny Martínez y Mariel Percossi. Ese mismo año volvió a interpretar el papel doble de Azul Medina y Luz en la segunda temporada de Aliados, emitida en Argentina por Telefe y en Latinoamérica por Fox Channel. Junto a sus compañeros de elenco estrenó ese mismo año la segunda banda sonora de la serie, titulada Aliados Versión Extendida, compuesta por un CD con las canciones de la primera banda sonora, 4 canciones inéditas y un DVD con escenas musicales. En julio de ese año debutó en teatro con Aliados, el musical, adaptación teatral de la serie en la que participó junto a sus compañeros de elenco bajo producción de Cris Morena. Las presentaciones se realizaron en el Teatro Gran Rex durante la temporada invernal. Por su trabajo en la segunda temporada de Aliados ganó el premio a "Actriz favorita de televisión" en la edición 2014 de los Kids' Choice Awards Argentina
.
Además entre octubre y diciembre de 2014 realizó varias participaciones especiales en la segunda temporada del reality show Tu cara me suena, emitido por Telefe bajo la conducción de Marley. Allí reemplazó a la concursante Ángela Torres en una gala e imitó a la cantante estadounidense Katy Perry en la canción «California Gurls», acompañó a Ángela Torres en la imitación del dúo musical sueco Icona Pop en la canción «I Love It», donde Oriana fue Aino Jawo y Ángela Torres fue Caroline Hjelt, interpretó junto al elenco de Aliados un popurrí de canciones compuestas por Cris Morena para sus telenovelas, en un homenaje del programa a la productora quien se encontraba como jurado en esa gala, y finalmente acompañó al concursante Pichu Straneo durante la gala de semifinal en la imitación del dueto entre Alejandro Fernández y Christina Aguilera en la canción «Hoy tengo ganas de ti».
Asimismo, en octubre de 2014 lanzó su primera canción original haciendo los coros en el sencillo «Love is Louder» de Julián Serrano ft. Oriana Sabatini, cantado en español y en inglés, además de aparecer como actriz en su videoclip, y en febrero de 2015 volvió a aparecer como actriz en el videoclip del sencillo «Yo te protejo» de Julián Serrano. Ambas canciones formarían parte del álbum debut de Julián Serrano titulado Jota Esse, estrenado en octubre de 2015. Oriana también fue parte de las primeras presentaciones en vivo de Julián Serrano como cantante, acompañándolo en la interpretación de «Love is Louder», durante una serie de shows realizados en La Trastienda Club de la ciudad de Buenos Aires en julio de 2015, que fueron promocionados como Jota Esse, el nombre artístico de Julián Serrano en su faceta como cantante. Meses más tarde, el 17 de octubre de 2015, acompañó a Julián Serrano nuevamente en la antesala de su gira Jota Esse Tour por el interior del país, en un show gratuito solidario realizado en el Hipódromo de San Isidro.

### 2017-2018: debut como cantante solista
En 2017 comenzó su carrera como cantante solista bajo el nombre artístico de Oriana. Su primer sencillo salió en abril y se tituló «Love Me Down Easy», el cual fue acompañado de un videoclip protagonizado por ella misma. La canción es del género pop y está cantada íntegramente en inglés. Oriana anunció que fue realizada un año antes con el productor de Los Ángeles, MDL. Un mes más tarde, en mayo de 2017, presentó el sencillo en vivo por primera vez durante la apertura de la edición 2017 del programa Showmatch: Bailando por un sueño. El 5 de julio de 2017 fue telonera en el show que dio la cantante estadounidense Ariana Grande como parte de la gira Dangerous Woman World Tour, en el DirecTV Arena de la localidad de Tortuguitas en el Gran Buenos Aires. El 21 de septiembre de 2017 se presentó en su primer show como solista en el marco del 10° Festival Ciudad Emergente, dirigido a artistas jóvenes en ascenso, realizado en la Usina del Arte de la ciudad de Buenos Aires. Unos días más tarde estrenó en plataformas digitales su segundo sencillo pop «Stay Or Run», también en inglés. 
El 14 y 15 de noviembre del mismo año fue elegida como telonera de la banda de rock británica Coldplay, en los shows de cierre de su gira mundial A Head Full of Dreams Tour realizados en el Estadio Ciudad de La Plata, en La Plata. En diciembre estrenó el videoclip de «Stay Or Run» en el cual se la ve acompañada de una chica.
En enero de 2018 publicó su tercer sencillo en inglés titulado «What U Gonna Do». El 17 de marzo de 2018 se presentó en la segunda fecha de la 5° edición del Festival Lollapalooza Argentina, realizado en el Hipódromo de San Isidro. Allí cantó sus primeras canciones y dos versiones: «Me rehúso» del cantante venezolano Danny Ocean y «We Found Love» de la cantante barbadense Rihanna.

## Vida personal
Desde 2018 se encuentra en una relación con el futbolista argentino Paulo Dybala, delantero de la A. S. Roma y anteriormente de la Juventus de Turín. Anunciaron su compromiso el 31 de octubre de 2023. Se casaron el 20 de julio de 2024.

## Trayectoria

### Cine
| Año  | Título  | Personaje      |
| ---- | ------- | -------------- |
| 2018 | Perdida | Alina Zambrano |

### Ficciones de televisión
| Año       | Título                | Personaje         |
| --------- | --------------------- | ----------------- |
| 2011      | Porque te quiero así  | Rocío             |
| 2013-2014 | Aliados               | Azul Medina / Luz |
| 2018      | Kally's Mashup        | Ella misma        |
| 2019      | Secreto bien guardado | Amalia Peres Kiev |

### Programas de televisión
| Año  | Título                                | Rol |
| ---- | ------------------------------------- | --- |
| 2014 | Tu cara me suena 2                    | Reemplaza a Ángela Torres como Katy Perry (gala 25) Acompaña a Ángela Torres como Aino Jawo (gala 26) Homenaje a Cris Morena junto al elenco de Aliados (gala 33) Acompaña a Pichu Straneo como Christina Aguilera (semifinal) |
| 2017 | Showmatch: Bailando por un sueño 2017 | Ella misma, acto de apertura de la edición |

### Teatro
| Año  | Título              | Personaje         |
| ---- | ------------------- | ----------------- |
| 2014 | El club del hit     | Ella misma        |
| 2014 | Aliados, el musical | Azul Medina / Luz |

## Discografía

### Bandas sonoras
- 2013: Aliados
- 2014: Aliados Versión Extendida

### Sencillos
Como artista principal
| Año  | Sencillo                         | Álbum               |
| ---- | -------------------------------- | ------------------- |
| 2017 | «Love Me Down Easy»              | Sencillos sin álbum |
| 2017 | «Stay Or Run»                    | Sencillos sin álbum |
| 2018 | «What U Gonna Do»                | Sencillos sin álbum |
| 2018 | «False Start»                    | Sencillos sin álbum |
| 2019 | «Mis manos»                      | Sencillos sin álbum |
| 2019 | «El último Tango»                | Sencillos sin álbum |
| 2020 | «Luna llena»                     | Sencillos sin álbum |
| 2020 | «Bad»                            | Sencillos sin álbum |
| 2020 | «Lo que tienes» (con Rusherking) | Sencillos sin álbum |
| 2021 | «Tu y yo» (con FMK)              | Sencillos sin álbum |
| 2023 | «325»                            | Sencillos sin álbum |

Como artista invitada
| Año  | Sencillo                                                 | Álbum     |
| ---- | -------------------------------------------------------- | --------- |
| 2014 | «Love is Louder» (de Julián Serrano ft. Oriana Sabatini) | Jota Esse |

### Videoclips
- 2014: «Love is Louder» (de Julián Serrano ft. Oriana Sabatini)
- 2015: «Yo te protejo» (de Julián Serrano)
- 2017: «Love Me Down Easy»
- 2017: «Stay Or Run»

## Giras musicales

### Promocionales
- 2018: Love Me Down Easy Tour

### Actos de apertura
- 2017: Dangerous Woman World Tour de Ariana Grande.
- 2017: A Head Full of Dreams Tour de Coldplay.

### Festivales
- 2017: 10° edición Ciudad Emergente.
- 2018: 5° edición Lollapalooza Argentina.

### Como artista invitada
- 2015: preshows del Jota Esse Tour de Julián Serrano.

## Premios y nominaciones
| Año  | Premio                                    | Categoría                          | Trabajo             | Resultado |
| ---- | ----------------------------------------- | ---------------------------------- | ------------------- | --------- |
| 2013 | Premios TKM                               | Actriz revelación                  | Aliados             | Ganadora  |
| 2013 | Premios TKM                               | Look TKM                           | Ella misma          | Nominada  |
| 2013 | Nickelodeon Kids' Choice Awards Argentina | Revelación en TV                   | Aliados             | Ganadora  |
| 2014 | Nickelodeon Kids' Choice Awards Argentina | Actriz favorita de televisión      | Aliados             | Ganadora  |
| 2015 | MTV Millennial Awards                     | Instagramer argentino del año      | Ella misma          | Nominada  |
| 2015 | Nickelodeon Kids' Choice Awards Argentina | Diosa                              | Ella misma          | Ganadora  |
| 2015 | Premios Los Más Clickeados                | Famosos con más rating del año     | Ella misma          | Ganadora  |
| 2016 | MTV Millennial Awards                     | Snapchatero argentino del año      | Ella misma          | Ganadora  |
| 2016 | Nickelodeon Kids' Choice Awards Argentina | Chica trendy                       | Ella misma          | Nominada  |
| 2017 | Nickelodeon Kids' Choice Awards Argentina | Artista o grupo nacional favorito  | Ella misma          | Nominada  |
| 2017 | Nickelodeon Kids' Choice Awards Argentina | Canción latina favorita            | «Love Me Down Easy» | Nominada  |
| 2017 | MTV Europe Music Awards                   | Mejor artista de Latinoamérica Sur | Ella misma          | Nominada  |
| 2018 | Nickelodeon Kids' Choice Awards           | Estrella latina musical favorita   | Ella misma          | Nominada  |
| 2018 | Premios Martín Fierro Digital             | Mejor video musical del año        | «Love Me Down Easy» | Nominado  |
| 2018 | Nickelodeon Kids' Choice Awards Argentina | Artista o grupo nacional favorito  | Ella misma          | Nominada  |
| 2020 | Buenos Aires Music Video Festival         | Video pop                          | «El último tango»   | Ganador   |